# キラー・トーア・カマタ
キラー・トーア・カマタ（"Killer" Tor Kamata、本名：McRonald Kelii Kamaka、1937年3月9日 - 2007年7月23日）は、アメリカ合衆国のプロレスラー。ハワイ州ホノルル出身。カナカ人の血を引くともされたが、カナカ人はミクロネシア系であり、カマタはポリネシア系のハワイアンである。
選手時代は悪役レスラーとして活躍し、流血大王の異名で呼ばれた。実弟もプロレスラーで、1972年7月にコーア・ティキのリングネームで新日本プロレスに来日したことがある。

## 来歴
ハワイでは学生時代にレスリングで活動する一方、試合を終えたプロレスラーが集まるナイトクラブで用心棒として働いていた。アメリカ空軍を除隊後、ハワイ地区のプロモーターだったエド・フランシスに誘われて1959年にプロレス入り。デビュー当初は同じハワイ出身のカーティス・イヤウケアや、ハワイで活動していたニック・ボックウィンクルのフォローを受けていたという。
本名のマクロナルド・カマカ（McRonald Kamaka）名義で活動後、1965年よりアメリカ本土のテネシー地区でトーア・カマタ（Tor Kamata）に改名。日系人レスラーのトージョー・ヤマモトのパートナーとなり、同年10月2日にナッシュビルにてジャッキー・ファーゴ&レン・ロッシーからNWA南部タッグ王座を奪取。ヤマモトとのタッグ解消後もトーア・カマタとして中西部や中南部など各地を転戦、1966年にはオクラホマ地区でジャック・ブリスコやダニー・ホッジと抗争した。
AWA圏では日系人レスラーの大御所ミスター・モトにあやかり、ドクター・モト（Dr. Moto）のリングネームで活躍。ミツ荒川とタッグチームを結成し、1967年10月13日にインディアナポリスにてディック・ザ・ブルーザー&クラッシャー・リソワスキーからWWA世界タッグ王座を、同年12月2日にはシカゴでウイルバー・スナイダー&パット・オコーナーからAWA世界タッグ王座を奪取している。翌1968年12月28日、最終的に両王座をブルーザー&クラッシャーに明け渡すまで、AWAとWWAの世界タッグ王座の2冠王として1年間にわたって長期政権を築いた。
アラカワとのタッグ解消後、1969年よりリングネームをトーア・カマタに戻し、派手な着物をまとった日系ヒールとして北米の主要テリトリーを転戦。1971年にはNWAセントラル・ステーツ地区にて坂口征二ともタッグを組んだ。カナダのカルガリー地区（スチュ・ハート主宰のスタンピード・レスリング）では1972年にクルト・フォン・ヘスやジェフ・ポーツを破って北米ヘビー級王座を再三獲得。王座戴冠中の同年7月8日にはエドモントンにて、当時ドリー・ファンク・ジュニアが保持していたNWA世界ヘビー級王座に挑戦した。以降もフラッグシップ・タイトルの北米王座を巡り、ジョージ・ゴーディエンコ、カルロス・ベラフォンテ、アーチー・ゴルディー、ギル・ヘイズらと対戦。同タイプのアブドーラ・ザ・ブッチャーとも流血の抗争を繰り広げた。1975年5月には同地区のブッカーだったジョー・タイゴーの招聘で国際プロレスに初来日。以後、日本マットにおいても実績を残した（後述）。
1976年下期からはニューヨークのWWWFに進出。イワン・プトスキー、ケビン・サリバン、S・D・ジョーンズ、ホセ・ゴンザレスらを下すも、反則・暴走が目に余るため、トップコンテンダーにもかかわらず当時の王者ブルーノ・サンマルチノのWWWFヘビー級王座に挑戦させてもらえなかったという逸話を残している（マディソン・スクエア・ガーデンでの挑戦機会はなかったものの、1977年1月15日にコネチカット州ニューヘイブン、2月27日にメリーランド州ランドーバーにてサンマルチノへの挑戦が実現した）。WWWFではフレッド・ブラッシーをマネージャーに迎え、ニコライ・ボルコフ、スタン・スタージャック、ガスハウス・ギルバートらと組んでチーフ・ジェイ・ストロンボー&ビリー・ホワイト・ウルフが保持していたWWWF世界タッグ王座にも度々挑戦した。
地元のハワイでは、1977年11月9日にサム・スティムボートからNWA北米ヘビー級王座を奪取。1978年7月19日と8月2日には、ホノルルにてニック・ボックウィンクルのAWA世界ヘビー級王座に連続挑戦している。同年8月9日にはドン・ムラコを破り、NWAハワイ・ヘビー級王座も獲得した。
1980年は再びニューヨークに登場して、新王者ボブ・バックランドのWWFヘビー級王座に挑戦。4月21日にはマディソン・スクエア・ガーデンにてブルドッグ・ブラワーと組み、リッキー・スティムボート&ジェイ・ヤングブラッドのMSGデビュー戦の相手を務めた。8月9日にシェイ・スタジアムにて開催されたビッグ・イベント "Showdown at Shea" にも出場しており、パット・パターソンを相手に反則負けを喫している。
1981年の下期はジム・バーネットの主宰するジョージア・チャンピオンシップ・レスリングに参戦して、グレート・メフィストのマネージメントのもと、レイ・スティーブンス、マスクド・スーパースター、テリー・ゴディらと共闘。同年11月1日にはアトランタのオムニ・コロシアムにてスーパー・デストロイヤーと組み、スタン・ハンセン&トミー・リッチと対戦、翌11月2日にはオーガスタにてハンセンとのシングルマッチも行われた。1982年にはマーク・ルーインのブッキングにより、キング・カマタ（King Kamata）のリングネームでニュージーランドに遠征。キラー・カール・クラップやオックス・ベーカーをパートナーにタッグ王座を獲得している。
1980年代前半に心臓に不安要因が見つかり減量、最後の来日を果たした1987年に現役を引退した。
2007年7月23日、カナダ・サスカチュワン州サスカトゥーンにて心臓発作のため死去。70歳没。

### 日本での活躍
1975年5月、国際プロレスに初来日。5月26日に後楽園ホール、6月6日に宇都宮市体育館にてラッシャー木村のIWA世界ヘビー級王座に連続挑戦（宇都宮では金網チェーン・デスマッチで挑戦）。以降、1977年まで3回に渡って国際プロレスに参戦し、木村のIWA世界タイトルには計5回挑戦、金網デスマッチでも雌雄を決している。IWA世界タッグ王座にも挑戦しており、1976年3月13日にはカルロス・コロンと組んで王者チームのグレート草津&マイティ井上に、1977年8月4日にはジプシー・ジョーとの狂乱コンビで草津&アニマル浜口にそれぞれ挑んだ。
1978年5月、全日本プロレスに初登場し、6月1日に秋田市立体育館でジャイアント馬場のPWFヘビー級王座に挑戦。38回もの連続防衛記録を重ねていた馬場を破り、第2代のPWF王者となる（カマタの反則攻撃に怒った馬場の暴走による反則勝ち）。しかし6月12日の愛知県一宮市での初防衛戦でビル・ロビンソンに敗れて王座転落。同年10月9日に久留米にてロビンソンにリターン・マッチを挑むが失敗、その後も王者に返り咲いた馬場に2度に渡って挑戦したが王座奪回は果たせなかった。
以降も全日本の常連外国人ヒールとなり、世界最強タッグ決定リーグ戦には1979年に大木金太郎、1978年後半戦と1980年には因縁のアブドーラ・ザ・ブッチャーと組んで参加。1980年には馬場&ジャンボ鶴田、ザ・ファンクスと並んで最後まで優勝戦線に残っている。1979年のチャンピオン・カーニバルでは、3月17日の福岡市九電記念体育館での公式戦でブッチャーと対戦してリングアウト負けを喫しているが、カルガリー時代のような抗争アングルには発展せず、全日本ではブッチャーのパートナーとして女房役に回った。
1980年2月の来日ではディック・マードックとの対立アングルが組まれ、3月2日に後楽園ホールで行われたシングルマッチではマードックを相手に大流血戦を演じた。馬場&鶴田のインターナショナル・タッグ王座には、1980年11月2日にブッチャー、1981年7月17日にグレート・マーシャルボーグ（カマタの弟子という触れ込みで来日したが、昭和プロレス史上でも一・二を争う「食わせ物選手」として名を残している）、1982年7月16日にタイガー・ジェット・シンと組んで挑戦。1982年は1月3日に後楽園ホール、7月9日に熊本にて、鶴田のUNヘビー級王座にも2回挑戦した。
日本には国際・全日本を合わせ、1975年5月から1987年5月まで12年間で計16回来日している。1980年のWWF参戦時にはボブ・バックランド、ダスティ・ローデス、ペドロ・モラレス、パット・パターソン、レネ・グレイなど当時の新日本プロレス系の外国人選手と対戦、8月9日の "Showdown at Shea" ではアントニオ猪木や藤波辰巳と邂逅したが、団体間の紳士協定のため新日本に出場することはなかった。

## エピソード
- トーア・カマタというリングネームは日系人らしく見せるためのネーミング・ギミックで、「トーア」は「東亜」より取ったといわれているが、スペリングからすると「巨大な岩山」という意味合いである。また、スペイン異端審問で知られるトマス・デ・トルケマダをもじって名付けられたともされる[1]。
- 国際プロレス参戦時、杉浦滋男（東京12チャンネルアナウンサー）の胸ぐらを掴み、実況席からゴボウ抜きにし、背広をビリビリに破いたことがある[39]。
- プロレスファンからも存在が忘れられていた1989年、当時の人気バラエティ番組『とんねるずのみなさんのおかげです』のコーナードラマ『仮面ノリダー』において、カマタをモデルとした「トーア・カマタ男」が登場。ノリダーの敵役の怪人として石橋貴明が演じた。これによりプロレスファン以外の知名度も高まり、放送局だったフジテレビにより本人招聘も企画されたが、相談を受けた全日本プロレス側の「当人の体調面（心臓疾患の容態）の心配や痩せ衰えた外見によりファンのイメージを損ねる恐れがある」との見解から実現には至らなかったという。
- 流智美のインタビューにおいて、自身のキャリアにおけるラフェスト・マッチ（もっとも荒っぽかった試合）としてブッチャー戦を挙げている[40]。
- 強面（こわもて）の外見とは違って、普段は物静かでビーズ細工やレース編みが趣味だったという[39][41]。
- 好物は天ぷらとたくあん[41]。
- 作家の町田康は、カマタがジャイアント馬場からPWFヘビー級王座を奪取した1978年当時「腐れおめこ」というバンドを組んでおり、『馬場はカマタに負けよった』なる曲を歌っていた[42]。

## 得意技
- 地獄突き

当時の中継では「指突き」と紹介された。突きを中心にした空手を連想させる打撃技が得意である。他に「三段突き」なども。
- ダイビング・ボディプレス

当時の中継では「フライング・ソーセージ」とも紹介された。
- トー・キック

その場で垂直にジャンプして空中で相手の喉元を蹴り上げる。
- ドロップキック

当時カマタのようなアンコ型のレスラーのドロップキックは非常に珍しかった。また、打点が高くフォームが美しいという点も特筆される。

## 獲得タイトル
全日本プロレス
- PWFヘビー級王座：1回[32]

アメリカン・レスリング・アソシエーション
- AWA世界タッグ王座：1回（w / ミツ荒川）[9]

ワールド・レスリング・アソシエーション
- WWA世界タッグ王座（インディアナポリス版）：2回（w / ミツ荒川）[8]

セントラル・ステーツ・レスリング
- NWA北米タッグ王座（セントラル・ステーツ版）：1回（w / ルーク・ブラウン）[43]

NWAミッドアメリカ
- NWA南部タッグ王座（ミッドアメリカ版）：1回（w / トージョー・ヤマモト）[6]

NWAミッドパシフィック・プロモーションズ
- NWAハワイ・ヘビー級王座：1回[22]
- NWA北米ヘビー級王座（ハワイ版）：1回[20]

オールスター・プロレスリング
- NWAオーストラレージアン・タッグ王座：3回（w / バロン・フォン・クラップ、オックス・ベーカー、ジェネラル・ヒロ）[29]

NWAハリウッド・レスリング
- NWA世界タッグ王座（ロサンゼルス版）：1回（w / カマラマラ）[44]

ワールド・レスリング・カウンシル
- WWCプエルトリコ・ヘビー級王座：1回[45]

スタンピード・レスリング
- スタンピード北米ヘビー級王座：3回[11]